# Loudoun Gateway (métro de Washington)
Loudoun Gateway est une station du métro de Washington, aux États-Unis. Située sur la ligne argent à Dulles, dans le comté de Loudoun, en Virginie, elle a été mise en service le 15 novembre 2022.